# Mauricio Lambiris
Mauricio Lambiris (Montevideo, Uruguay; 3 de marzo de 1987) es un piloto uruguayo de automovilismo que ha desarrollado gran parte de su carrera deportiva en Argentina. En 2015 debutó en el Turismo Carretera.
Lambiris se inició en el karting y luego compitió en diferentes categorías de fórmula y turismos. Se destacó compitiendo en las divisiones de ascenso de la Asociación Corredores de Turismo Carretera, compitiendo en TC Mouras y TC Pista. También supo correr en categorías de fórmula como la Fórmula 1000 y Fórmula Renault Argentina. Compitió también en su país natal en el Turismo Libre Uruguayo, donde en el año 2010 tendría un duro accidente que lo sacaría de competición.
Debutó en el TC Pista en el año 2013, consiguiendo clasificarse a la Etapa de Definición del campeonato, hecho que volvería a repetir en el año 2014, pero en esta oportunidad adjudicándose la Etapa Regular e iniciando la definición como el principal favorito a quedarse con la corona. Finalmente, tras haber finalizado el torneo en la 3.ª colocación, consiguió el ascenso al Turismo Carretera para la temporada 2015, donde debutará al comando de un Torino Cherokee del equipo Dole Racing. Para el año 2018, fue convocado para competir representando de forma oficial a Ford Camiones (brazo de Ford Argentina especializado en vehículos utilitarios), con el cual finalmente obtuvo su primera victoria en Turismo Carretera en la "Carrera del Millón", competencia especial corrida el 29 de julio de 2018 en el Autódromo Ciudad de Rafaela. Gracias a esa victoria, Lambiris ingresó en el historial de ganadores del Turismo Carretera como su integrante número 211. Al mismo tiempo, se convirtió en el quinto piloto extranjero en obtener una victoria en esta categoría, por detrás de su compatriota Héctor Supicci Sedes, el hispano-argentino Domingo Marimón y los ítalo-argentinos Andrea Vianini y Carmelo Galbato.
A la par de su carrera deportiva, estudió la carrera de Licenciatura en Comercio Exterior, graduándose con dicho título entre los años 2006 y 2010, durante el período en el que tuviera un parate en su actividad deportiva. El piloto utiliza el número 82.

## Resumen de carrera
| Temporada | Categoría                       | Equipo                           | Automóvil                    | Pos. |
| --------- | ------------------------------- | -------------------------------- | ---------------------------- | ---- |
| 2003      | Fórmula 1000 Argentina          | ?                                | ?                            | ?    |
| 2004      | Fórmula Renault Argentina       | ?                                | Crespi-Renault               | 28.º |
| 2005      | Fórmula Renault Argentina       | ?                                | Crespi-Renault               | 18.º |
| 2006      | Fórmula Renault Argentina       | ?                                | Crespi-Renault               | 43.º |
| 2012      | TC Mouras                       | Alifraco Sport                   | Ford Falcon                  | 8.º  |
| 2013      | TC Pista                        | Werner Competición               | Ford Falcon                  | 9.º  |
| 2014      | TC Pista                        | Werner Competición               | Ford Falcon                  | 3.º  |
| 2015      | Turismo Carretera               | Dole Racing                      | Torino Cherokee              | 16.º |
| 2016      | Turismo Carretera               | Dole Racing                      | Torino Cherokee              | 20.º |
| 2016      | Turismo Nacional - Clase 3      | Alquat Motorsport                | Ford Focus                   | 14.º |
| 2017      | Turismo Carretera               | Gurí Martínez Competición        | Torino Cherokee Ford Falcon  | 6.º  |
| 2017      | Turismo Nacional - Clase 3      | Alquat Motorsport                | Ford Focus                   | 19.º |
| 2017      | TC Mouras - Torneo de Invitados | ?                                | ?                            | ?    |
| 2018      | Turismo Carretera               | Gurí Martínez Competición        | Ford Falcon                  | 9.º  |
| 2018      | Top Race V6                     | SDE Competición                  | Ford Mondeo                  | 19.º |
| 2018      | TC Mouras - Torneo de Invitados | ?                                | ?                            | ?    |
| 2018      | Super TC2000                    | Team Peugeot Total Argentina     | Peugeot 408                  | -    |
| 2019      | Turismo Carretera               | Gurí Martínez Competición        | Ford Falcon                  | 16.º |
| 2019      | Turismo Nacional - Clase 3      | Tito Bessone Carrera Toyota Team | Toyota Corolla               | 8.º  |
| 2019      | Super TC2000                    | Fiat Racing Team STC2000         | Fiat Tipo                    | -    |
| 2020      | Turismo Carretera               | Gurí Martínez Competición        | Ford Falcon                  | 11.º |
| 2020      | TC Pick Up                      | A Garofalo Motorsport            | Ford Ranger                  | 13.º |
| 2020      | Turismo Nacional - Clase 3      | Fiat TB Racing                   | Fiat Tipo                    | 30.º |
| 2021      | Turismo Carretera               | LCA Racing                       | Ford Falcon                  | 2.º  |
| 2021      | Turismo Nacional - Clase 3      | Alifraco Sport                   | Volkswagen Vento             | 36.º |
| 2021      | Super TC2000                    | Puma Energy Honda Racing         | Honda Civic                  | -    |
| 2022      | Turismo Carretera               | LCA Lüsqtoff Racing Team         | Ford Falcon                  | 9.º  |
| 2022      | TC Pick Up                      | LCA Racing                       | Toyota Hilux                 | 38.º |
| 2022      | TCR South America               | Squadra Martino                  | Honda Civic Type R TCR (FK7) | 51.º |
| 2022      | Turismo Nacional - Clase 3      | Lüsqtoff Racing                  | Toyota Corolla               | 9.º  |
| 2022      | Superturismo Uruguayo           | ?                                | Peugeot 208                  | -    |
| 2023      | Turismo Carretera               | Alifraco Sport                   | Ford Falcon                  | 6.º  |
| 2023      | TC Pick Up                      | Alifraco Sport Jack Power Team   | Nissan Frontier Ford Ranger  | 15.º |
| Fuente:   |                                 |                                  |                              |      |

## Resultados

### Súper TC 2000
| Año  | Equipo                       | Auto          | 1    | 2    | 3     | 4     | 5   | 6   | 7   | 8   | 9      | 10     | 11  | 12  | 13    | 14  | 15    | 16  | 17  | 18  | 19  | 20    | 21    | 22   | Res. | Puntos |
| ---- | ---------------------------- | ------------- | ---- | ---- | ----- | ----- | --- | --- | --- | --- | ------ | ------ | --- | --- | ----- | --- | ----- | --- | --- | --- | --- | ----- | ----- | ---- | ---- | ------ |
| 2018 |                              |               | BA I | ROS  | ROS   | SMM   | PDF | RAF | SJU | OBE | SFE    | SFE    | TRH | SNI | BA II | AG  |       |     |     |     |     |       |       |      | -    | -      |
| 2018 | Team Peugeot Total Argentina | Peugeot 408 I |      |      |       |       |     |     |     |     |        |        |     |     | 11    |     |       |     |     |     |     |       |       |      | -    | -      |
| 2019 |                              |               | AG   | GR   | VIL   | ROS   | PAR | SAL | SNI | SJU | SMM    | SMM    | BA  | RC  | CEN   |     |       |     |     |     |     |       |       |      | -    | -      |
| 2019 | Fiat Racing Team STC2000     | Fiat Tipo II  |      |      |       |       |     |     |     |     |        |        | 15  |     |       |     |       |     |     |     |     |       |       |      | -    | -      |
| 2021 |                              |               | BA I | BA I | BA II | BA II | AG  | AG  | SNI | SNI | BA III | BA III | PAR | PAR | TOA   | TOA | BA IV | VIL | VIL | ROS | ROS | AG II | AG II | BA V | -    | -      |
| 2021 | Puma Energy Honda Racing     | Honda Civic X |      |      |       |       |     |     |     |     |        |        |     |     |       |     | 12    |     |     |     |     |       |       |      | -    | -      |

### TCR South America
| Año  | Equipo          | Auto                         | 1   | 2   | 3   | 4   | 5   | 6   | 7   | 8   | 9   | 10  | 11 | 12 | 13  | 14  | Pos. | Pts. |
| ---- | --------------- | ---------------------------- | --- | --- | --- | --- | --- | --- | --- | --- | --- | --- | -- | -- | --- | --- | ---- | ---- |
| 2022 |                 |                              | VEL | VEL | INT | GOI | GOI | RIV | RIV | EPI | EPI | TRH | BA | BA | VIL | VIL | 51.º | 6    |
| 2022 | Squadra Martino | Honda Civic Type-R TCR (FK7) |     |     | 15† |     |     |     |     |     |     |     |    |    |     |     | 51.º | 6    |